# 2004년 하계 올림픽 역도 여자 +75kg급
2004년 하계 올림픽 역도 여자 +75kg급에서는 모두 열두 선수가 참가했다. 인상과 용상 각 3회의 시기를 해서 가장 좋은 성적을 합산해 최종 순위를 결정하는 방식으로 경기가 진행되었으며, 경기는 8월 21일 니카이아 올림픽 역도 경기장에서 열렸다. 용상과 합계 부문에서 각각 세계 신기록이 세워졌다.

## 메달리스트
| 금메달 | 탕궁홍 중화인민공화국 (CHN) |
| 은메달 | 장미란 대한민국 (KOR)       |
| 동메달 | 아가타 브루벨 폴란드 (POL)  |

## 결과
| 순위 | 이름                  | 국적       | 인상(kg) | 용상(kg)   | 합계(kg)   |
| ---- | --------------------- | ---------- | -------- | ---------- | ---------- |
| 1    | 탕궁홍                | 중국       | 122.5    | 182.5 (WR) | 305.0 (WR) |
| 2    | 장미란                | 대한민국   | 130.0    | 172.5      | 302.5      |
| 3    | 아가타 브루벨         | 폴란드     | 130.0    | 160.0      | 290.0      |
| 4    | 버르거 빅토리어       | 헝가리     | 127.5    | 155.0      | 282.5      |
| 5    | 빅토리 샤이마르다노바 | 우크라이나 | 130.0    | 150.0      | 280.0      |
| 6    | 철리 해워스           | 미국       | 125.0    | 155.0      | 280.0      |
| 7    | 올하 코로브카         | 우크라이나 | 125.0    | 155.0      | 280.0      |
| 8    | 바실리키 카사피       | 그리스     | 125.0    | 152.5      | 277.5      |
| 9    | 카르멘자 델카도       | 콜롬비아   | 120.0    | 150.0      | 270.0      |
| 10   | 마누엘라 레하스       | 페루       | 95.0     | 125.0      | 220.0      |
| 11   | 레안나 솔로몬         | 나우루     | 95.0     | 125.0      | 220.0      |
| 12   | 이비 샤우             | 피지       | 85.0     | 100.0      | 185.0      |